# Terza Divisione Calabria 1929-1930
La Terza Divisione 1929-30 è stato il V ed ultimo livello del XXX campionato italiano di calcio, il secondo a carattere regionale.
La gestione di questo campionato era affidata ai Direttori Regionali, che li organizzavano autonomamente, con la possibilità di ripartire le squadre su più gironi tenendo in alta considerazione le distanze chilometriche, le strade di principale comunicazione e i mezzi di trasporto dell'epoca. Questo è il campionato della regione Calabria

## Calabria
Direttorio Regionale per la Calabria e la Basilicata avente sede a Cosenza.

## Calabria e Basilicata

### Squadre partecipanti
| Squadra                 | Città           |
| ----------------------- | --------------- |
| Fascista Catanzarese    | Catanzaro       |
| U.S. Gallicese          | Reggio Calabria |
| S.C. Giuseppe Garibaldi | Reggio Calabria |
| U.C. Nova Juventus      | Cosenza         |
| U.S. Vigor Nicastro     | Nicastro (CZ)   |

### Classifica finale
|  | Pos. | Squadra            | Pt | G | V | N | P | GF | GS | DR> |
|  | ---- | ------------------ | -- | - | - | - | - | -- | -- | --- |
|  | 1.   | Giuseppe Garibaldi | 11 | 8 | . | . | . | .. | .. | ..  |
|  | 2.   | Gallicese          | 10 | 8 | . | . | . | .. | .. | ..  |
|  | 2.   | Catanzarese        | 10 | 8 | . | . | . | .. | .. | ..  |
|  | 4.   | Vigor Nicastro     | 9  | 8 | . | . | . | .. | .. | ..  |
|  | 5.   | Nova Juventus      | 0  | 8 | 0 | 0 | 8 | .. | .. | ..  |

Legenda:
      Promosso in Seconda Divisione 1930-1931 siciliana.
Note:

Due punti a vittoria, uno a pareggio, zero a sconfitta.
In caso di pari punti per le squadre fuori dalla zona promozione e retrocessione era in vigore il pari merito.
Verdetti
- Garibaldi promossa alla Seconda Divisione siciliana.
- Fascista Catanzarese ammessa d'ufficio alla Prima Divisione 1930-1931.